# Jaume Cordelles i Oms
Jaume Cordelles i Oms fou prior comendatari de Sant Pere del Mont i canonge de Barcelona. Va esser nomenat President de la Generalitat de Catalunya el 22 de juliol de 1599. Era doctor en dret civil i canònic.
Durant el seu trienni va estar molt malalt de gota i sovint havia de ser portat en llit a Palau.
Coincideix el seu mandat amb les Corts de Barcelona (1599), i posteriorment hi hagué una certa pressa per disposar de les constitucions d'aquesta cort per a evitar que es repetís la situació de manipulació que hi havia hagut a les anteriors de Montsó.
Va tenir una posició de bona relació amb Felip II, cosa que portà a enfrontar-se amb el diputat militar Joan de Vilanova i Tragó. El virrei de Catalunya, Lorenzo Suárez de Figueroa y Córdoba, duc de Feria, que havia mantingut una actitud favorable a la Diputació durant el seu mandat, va endurir les seves posicions i acabà detenint al diputat militar, fet que provocà forts aldarulls i tensions, fins al punt que el rei hagué de destituir el virrei i nomenar al seu lloc l'arquebisbe de Tarragona, Joan Terès i Borrull.
Val a dir que fou nomenat rector de la Universitat de l'Estudi General de Barcelona, càrrec que exercí entre l'1 d'agost de 1584 i el 31 de juliol de 1586.
També s'ha d'esmentar que amb anterioritat a ésser nomenat President de la Generalitat de Catalunya fou oïdor eclesiàstic de dita institució així com diputat eclesiàstic l'any 1599.
Va morir a Barcelona l'any 1604.